# Conmutatriz
La conmutatriz rotativa  o  convertidor rotativo es una máquina eléctrica rotativa que actúa como un rectificador o inversor de tipo mecánico. Se utilizaba para convertir corriente alterna en corriente continua y viceversa antes de la llegada de la rectificación de estado sólido con el avance de la electrónica de potencia. Fueron usadas comúnmente para proporcionar corriente continua para usos comerciales, industriales y sobre todo para la electrificación de los ferrocarriles. Como la gran mayoría de las máquinas eléctricas, es reversible y también puede funcionar como generador, dínamo o motor.
La conmutatriz dispone en su inducido de un colector de delgas por el cual se alimenta o da corriente continua y de un conjunto de anillos rozantes para la toma de corriente alterna. El inducido de una conmutatriz es la parte giratoria de la máquina. Su bobinado, estudiado desde la parte del colector de delgas, corresponde al de una máquina de corriente continua, mientras que desde la parte de los anillos rozantes, a un bobinado cerrado de corriente alterna.

## Aplicaciones
Los sistemas de tracción eléctrica hasta hace muy poco sólo utilizaban corriente continua. pues antes era más fácil de regular la velocidad, arranque y frenado de los motores de DC que de los de AC. Un uso típico de los convertidores de AC/DC eran la electrificación ferroviaria, donde la energía eléctrica de la red era AC pero los trenes estaban diseñados para funcionar a DC. Antes de la invención de los rectificadores de vapor de mercurio o los rectificadores de alta potencia basados en semiconductores, esta conversión solo era posible usando motores-generadores o conmutatrices rotativas. Así mismo, la mayoría de procesos electroquímicos utiliza corriente continua de alta intensidad, como la galvanización o electrodeposición.

## Obsolescencia
Las conmutatrices rotativas AC a DC fueron hechas obsoletas por los rectificadores de vapor de mercurio en la década de 1930 (aunque volvieron cuando se descubrieron los efectos dañinos de este gas), y más tarde por los rectificadores sólidos de semiconductores hacia los 60.
Comparados con los rectificadores rotativos, los rectificadores de vapor de mercurio y sólidos no necesitaban mantenimiento diario ni sincronización manual para su operación en paralelo, ni por ello personal cualificado, y además proporcionaban corriente continua más limpia y estable.

## Principio de funcionamiento

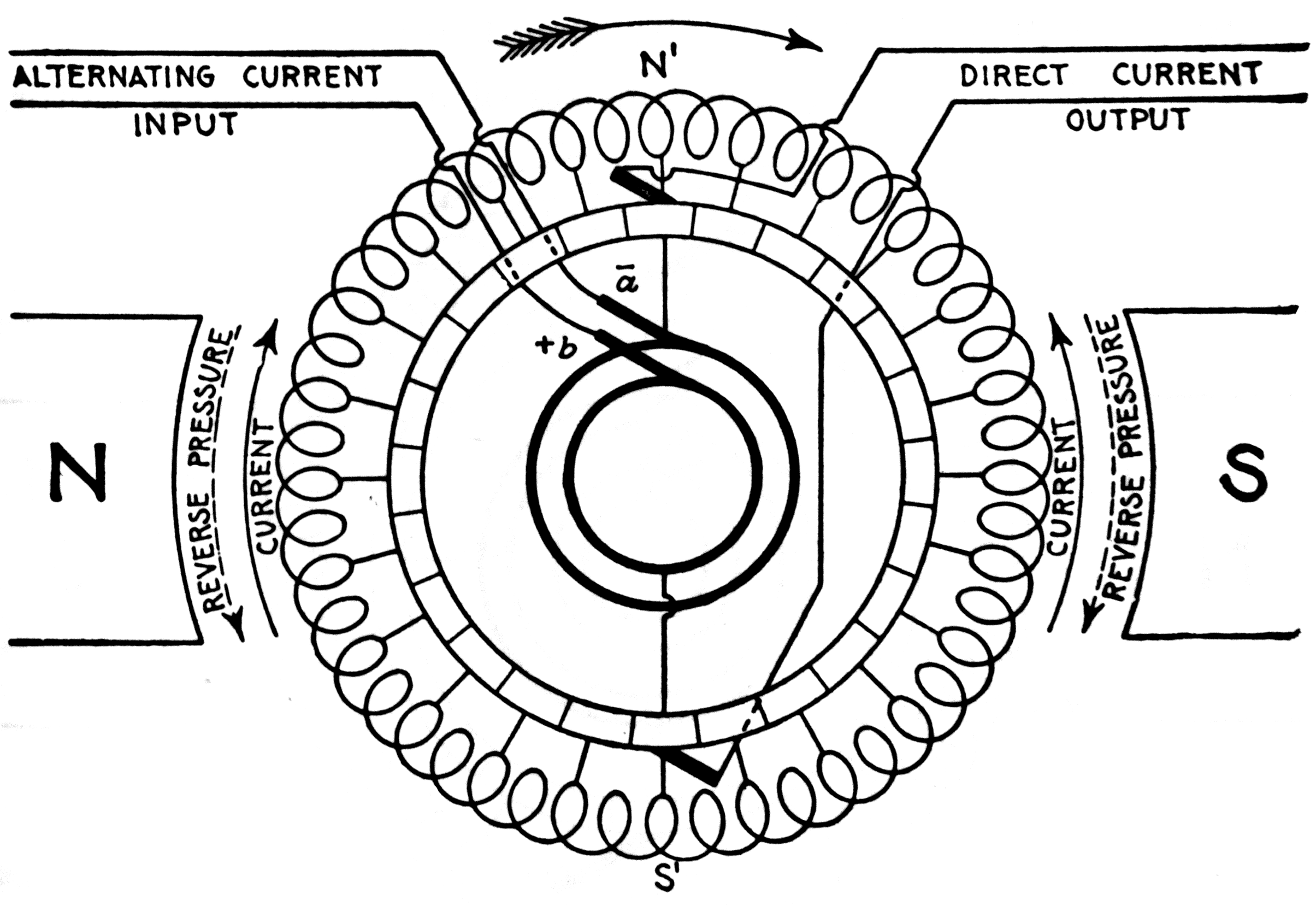
Conexiones simplificadas de una conmutatriz rotativa bipolar de tipo Dinamo de Gramme. Transforma AC monofásica a DC. (En una máquina real, el convertidor tiene rotor bobinado y usa un campo multipolar.)

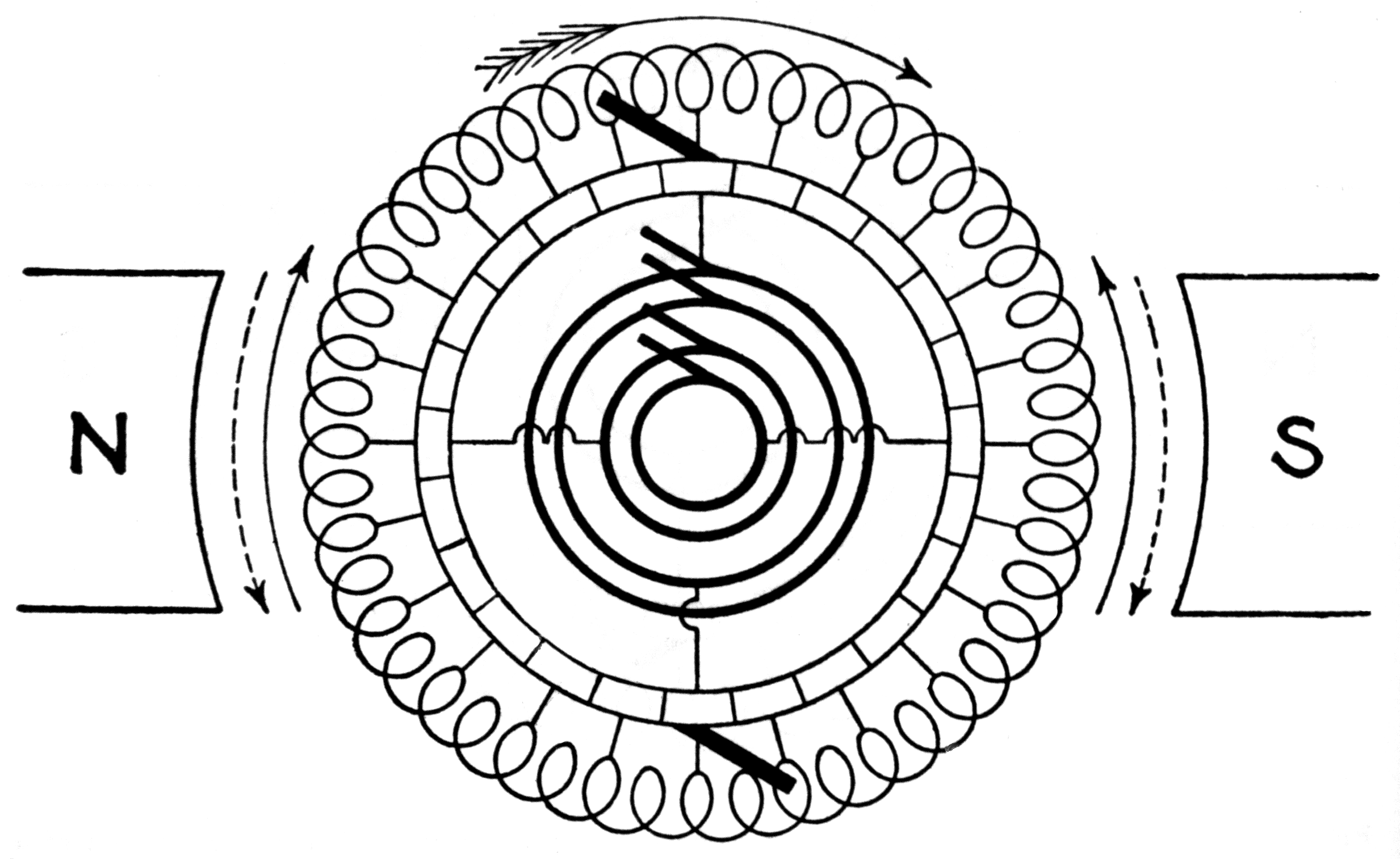
Conexiones simplificadas de una conmutatriz rotativa de AC bifásica a DC, donde la segunda fase está conectada a 90° respecto la primera.

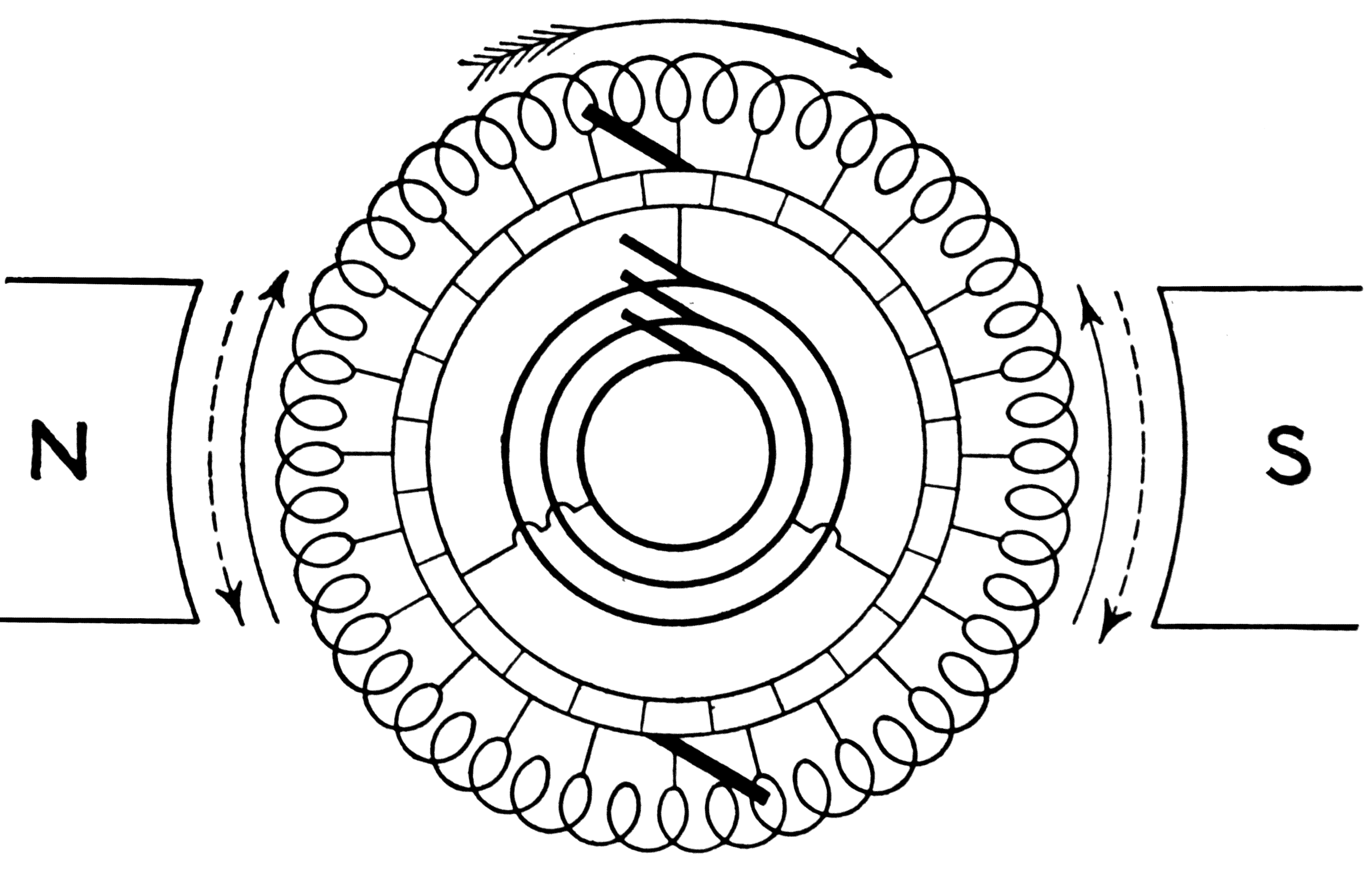
Conexiones simplificadas de una conmutatriz rotativa de AC trifásica, donde las fases están separadas por 120° en el conmutador.

Un convertidor rotativo o conmutatriz puede ser visto como un motor-generador, donde las dos máquinas en vez de estar unidas por el eje, comparten la misma armadura y bobinados.
La conmutatriz basa su funcionamiento en que un bobinado de corriente continua puede suministrar un sistema de fuerzas electromotrices alternas y viceversa.
Básicamente una conmutatriz consiste en un generador de DC o dinamo bipolar con un juego de anillos rozantes conectados a su devanado a intervalos separados uniformemente.
Si al bobinado de una dinamo bipolar se le realizan tres tomas separadas a 120° geométricos (que corresponderán a 120° eléctricos por ser bipolar) la una de la otra (las nombramos U, V y W), cuando el inducido gire se generará en cada una de las tomas una fuerza electromotriz sinusoidal. Cada una de estas fuerzas electromotrices estarán separadas 120° eléctricos y tendrán el mismo valor eficaz obteniendo un sistema trifásico de corriente alterna. En cada fase, el valor máximo corresponderá al momento en el que el punto medio de su bobinado se ubique en la línea del eje de los polos y será de valor nulo cuando se sitúe en la línea neutra. Si en vez de tres tomas se hacen seis se obtiene un sistema hexafásico. Estas tomas se realizan a sendos anillos rozantes.
Si por los anillos rozantes se conecta a una red trifásica (o hexafásica), la comutatriz se comporta como un motor síncrono y por su colector de delgas se extrae corriente continua: dentro de una sola máquina se produce la transformación de AC a DC. Energizando los bobinados con corriente AC, esta se comporta como motor síncrono de AC. La rotación de estas bobinas energizadas excita las bobinas estacionarias produciendo parte de la corriente DC. La otra parte es corriente alterna que entra por los anillos rozantes, y que es rectificada a DC por el conmutador giratorio(escobillas y colector de delgas). Esto hace a la conmutatriz rotativa una ingeniosa máquina, siendo una dinamo híbrida y un convertidor síncrono. Usada de esta manera se suele llamar convertidor rotativo síncrono, dinamo convertidor o convertidor síncrono. Los anillos rozantes permiten a la máquina trabajar como alternador (ver Formas de utilización). El dispositivo puede invertir su funcionamiento y aplicando corriente continua a los bobinados hacer girar la máquina y generar AC.
Una forma de visualizar lo que ocurre dentro de un convertidor rotativo AC-a-DC es imaginar un interruptor rotativo operado por un motor que está sincronizado con la red eléctrica. Este interruptor rectificaría la AC sin necesidad de campo magnético. Una conmutatriz es más compleja que este sencillo caso, porque genera prácticamente corriente continua en vez de la corriente continua 'pulsante' en forma de sinusoide que resultaría de este interruptor inversor, pero la analogía puede que sea útil para entender que el convertidor evita transformar toda la energía eléctrica a mecánica, y de nuevo a eléctrica.
Así pues, se deduce que la ventaja respecto a un conjunto motor-generador es que parte de la energía eléctrica fluye directamente de la entrada a la salida, siendo este aparato mucho más compacto que su homólogo de igual potencia.

## Formas de utilización
La conmutariz rotativa puede funcionar de siete formas diferentes.
1. Como dinamo. Si se hace girar el rotor (inducido), se obtiene corriente continua por el colector de delgas.
2. Como alternador. Si se hace girar el rotor (inducido), se obtiene corriente alterna por el sistema de anillos rozantes.
3. Como generador polimórfico. Como puede verse, puede obtenerse a la vez, de una sola máquina, corriente alterna por los anillos rozantes y corriente continua por el colector de delgas.
4. Como motor de corriente continua. Si se aplica tensión continua en el colector de delgas la máquina girará como un motor de corriente continua, y podría obtenerse AC de los anillos rozantes. Si se hace funciona como 7.
5. Como motor síncrono. Si se aplica corriente alterna por los anillos rozantes, y la máquina es arrancada por medios externos hasta velocidad de sincronismo con la red de AC, la máquina continuará girando por sí misma sincronizada con la AC como un motor síncrono. Podría obtenerse DC por el conmutador. Usada de esta manera sería 6.
6. Conmutatriz directa. Se alimenta con corriente alterna por los anillos rozantes y se obtiene corriente continua por el colector de delgas. Transforma corriente alterna en corriente continua.
7. Conmutatriz inversa. Se alimenta con corriente continua por el colector de delgas y, funcionando como un motor Shunt, cede corriente alterna por los anillos rozantes. Transforma corriente continua en alterna.

## Bobinados
Al trabajar estas máquinas con corriente alterna y continua, el bobinado inducido debe cumplir con las condiciones de ambos casos. En cuanto a las características de un bobinado de corriente continua, este debe ser rotórico y cerrado con un paso lo más próximo posible a la distancia diametral. En cuanto a las características para corriente alterna es necesario que las tomas para los anillos rozantes estén dispuestas de tal forma que las fuerzas electromotrices correspondientes a cada anillo sean iguales y su fase sea igual al ángulo característico del sistema. El inducido, al igual que en una dinamo, puede ser ondulado o imbricado.
En un bobinado imbricado cada anillo se conecta a un número de tomas igual al número de pares de polos que tenga la máquina. El número de tomas de tensión alterna de la máquina es igual al producto del número de pares de polos por el número de fases y el paso de tomas en número selecciones es de:

(2){\displaystyle Y={\frac {S}{pq}}}

Donde:
Y = paso de tomas en número de selecciones.
S = número de secciones.
p = pares de polos.
q = fases.

## Intensidad de corriente en el inducido
La intensidad que recorre el inducido de una conmutatriz depende de la forma de utilización de la misma.
- Cuando funciona como una máquina de corriente continua, una dinamo o un motor, la intensidad por el inducido es prácticamente constante con el sentido cambiante en cada conmutación.
- Cuando trabaja como máquina de corriente alterna, motor síncrono o alternador, la intensidad de corriente por el inducido es alterna.
- Cuando trabaja como generador bimórfico (generando CC y CA simultáneamente) la intensidad es alterna teniendo un valor instantáneo igual a la suma de los componentes de CC y CA en cada instante.
- Cuando trabaja como convertidor en cualquiera de los dos modos, el valor de la corriente que recorre el inducido es, en cada instante, el valor de las diferencias de las corrientes continua y alterna en ese instante.[1]

## Potencia de una conmutatriz
Cuando una conmutatriz funciona como máquina convertidora, la corriente continua que circula por el inducido es menor a la que circularía si funcionara como dinamo. De este hecho se deducen dos cosas, que la máquina se calienta menos cuando funciona como conmutatriz que cuando lo hace como dinamo y que el rendimiento es mayor. Por ello la potencia útil que se obtiene con la conmutratriz es mayor que la obtenida si la hacemos trabajar como dinamo. La potencia útil de una conmutatriz obedece a la fórmula:

(2){\displaystyle {P_{k}}={P_{d}}\cdot {K_{p}}}

Donde:
Pk = potencia útil de la conmutatriz.
Pd = potencia útil de la dinamo
Kp = coeficiente de potencia.
Kp varía con el número de fases y con el factor de potencia. Sus valores para un sistema trifásico y hexafásico en relación con un factor de potencia de 1 y de 0,8 es el siguiente:
| Número de fases q | cos φ = 1 | cos φ = 0,8 |
| ----------------- | --------- | ----------- |
| 3                 | Kp = 1,25 | Kp = 1,61   |
| 6                 | Kp = 0,85 | Kp = 0,95   |

AL ser el valor de Kp mayor en sistemas hexafásicos que en trifásicos la construcción de estas máquinas es, normalmente, hexafásica.

## Relación de tensiones
Las tensiones de las líneas de continua y alterna de una conmutatriz guardan una relación directa entre ellas. Esta relación depende del número de fases tomadas del inducido.

### Conmutatriz monofásica
Si hacemos trabajar a una conmutatriz monofásica en modo de generador bimórfico y tenemos dos puntos de conexión en el inducido, U y X, situados a 180° entre sí y conectados a sendos anillos colectores y hacemos girar el inducido dentro del campo magnético creado por los polos, obtenemos una corriente alterna sinusoidal cuyo valor de pico corresponde a cuando los bornes están en la línea neutra teórica del campo magnético que corresponde a donde están situadas las escobillas A y B. En este punto el valor instantáneo de la tensión alterna coincide con el valor de la continua. Como el valor eficaz de una tensión sinusoidal es su valor máximo por raíz cuadrada de dos tenemos que:
{\displaystyle E_{0}=E_{c}}
{\displaystyle E_{1}={\frac {E_{c}}{\sqrt {2}}}}
Donde:
- E1 = Valor eficaz de la tensión alterna.
- E0 = Valor máximo de la tensión alterna.
- Ec = Valor de la tensión continua.

Lo que se expresa de la siguiente forma El valor eficaz de la tensión alterna que existe entre los bornes correspondientes a los anillos de una conmutatriz monofásica es {\displaystyle {\sqrt {2}}} veces menor que el valor de la tensión continua que se desee tener en los bornes de las escobillas.

### Conmutatriz polifásica
Si en el bobinado inducido de una conmutatriz se realizan tres tomas U, V y W en tres puntos separados 120°, tendremos una conmutatriz trifásica con las fases conectadas en triángulo cerrado. De la misma forma se pueden realizar seis tomas separadas 60° entre sí, así se obtendrá una conmutatriz hexafásica con seis fases conectadas en un hexágono cerrado.
Como el número de espiras en serie por fase es menor en las conmutatrices polifásicas que en las monofásicas, el valor de la fuerza electromotriz también es menor. El valor eficaz de la fuerza electromotriz es proporcional al arco abarcado por cada fase. El valor eficaz será el valor máximo partido la raíz de 2 y por el seno de la mitad del ángulo de la fase: esto se expresa de la siguiente forma:
{\displaystyle E_{f}={\frac {E_{c}}{\sqrt {2}}}\cdot sen{\frac {a}{2}}}
Como el ángulo α es el total de los 360 grados de la circunferencia dividido por el número de fases, entonces
{\displaystyle E_{f}={\frac {E_{c}}{\sqrt {2}}}\cdot sen{\frac {180}{q}}}
Lo que se expresa como el valor eficaz de la tensión alterna existente en los bornes de los anillos rozantes de una conmutatriz polifásica es igual al valor de la tensión continua dividido por la raíz cuadrada de dos y multiplicado por el seno del ángulo mitad del característico de sistema polifásico.
Relación de tensiones mt
Se denomina relación de tensiones mt al cociente de dividir el valor efeicaz de la tensión alterna entre el valor de la tensión continua: se expresa así:
{\displaystyle m_{f}={\frac {E_{f}}{E_{c}}}}
Si en esta fórmula se sustituye Ef > por su equivalente obtenemos que:
{\displaystyle m_{f}={\frac {sen{\frac {180}{q}}}{E_{c}}}}
Donde:
- Ef = Valor eficaz de la tensión alterna.
- Ec = Valor de la tensión continua.
- mf = Relación de tensiones.
- q = Número de fases.

Para los valores de mt para un sistema trifásico es de 0,612 y para uno hexafásico es de 0,354.

## Relación de corrientes
La relación entre el valor eficaz de la intensidad de corriente alterna y el valor constante de la intensidad de corriente continua en una conmutatriz que trabaje en modo directo se calcula partiendo de las potencias. La potencia útil, Pc, de una conmutatriz en corriente continua es:
{\displaystyle P_{c}={E_{c}}\cdot {I_{c}}}
La potencia activa, Pa, que ha de absorber de la línea de alimentación alterna en referencia al rendimiento de la máquina será:
{\displaystyle P_{a}={\frac {{E_{c}}\cdot {I_{c}}}{R}}}
Si efectuamos el cálculo de la potencia absorbida por la máquina en referencia a los valores de la tensión alterna tendremos que la potencia activa, Pa, será la tensión eficaz, Ef, por la intensidad eficaz, If, por el número de fases, q, y por el factor de potencia, cos φ. Esto se expresa de la siguiente manera:
{\displaystyle P_{a}=q\cdot {E_{f}}\cdot {I_{f}}\cdot {cos{f}}}
Igualando ambas expresiones y sustituyendo el valor eficaz de la tensión alterna por su expresión para que todo quede en términos de intensidad tendremos, si despejamos If, la siguiente expresión:
{\displaystyle I_{f}={I_{c}}\cdot {\frac {\sqrt {2}}{{q}\cdot {sen{\frac {180}{q}}}\cdot {cosf}\cdot {R}}}}
En el estudio de la conmutatriz interesa saber la intensidad eficaz de la corriente en la línea de alimentación. Para este cálculo hay que tener en cuenta en qué sistema de corriente alterna trabaja la conmutatriz: en un sistema polifásico se deben tener en cuenta las fases del mismo y el ángulo característico. Si el sistema es trifásico las fases se conectan en triángulo y si es hexafásico, en hexágono. El valor eficaz es la suma vectorial de la corriente de cada fase. El valor eficaz de la corriente en la línea es:
{\displaystyle I_{L}={2}\cdot {I_{f}}\cdot {sen{\frac {a}{2}}}}
Si se sustituyen If y sen α/2 por sus expresiones y simplificamos obtenemos la expresión de la intensidad de corriente en la línea de alterna en función de la corriente en la línea de continua. Como era de esperar, la corriente en la línea de alimentación alterna crece según la que se demanda en la línea de continua, disminuye el rendimiento y el factor de potencia.
{\displaystyle I_{L}={I_{c}}\cdot {\frac {2{\sqrt {2}}}{q}}\cdot {\frac {1}{{cosf}\cdot {R}}}}
Relación de intensidad, mf
La relación de intensidad, mf, es el coeficiente que resulta de dividir el valor eficaz de la intensidad de la línea de corriente alterna, IL, entre el valor constante de la corriente de continua, Ic. Su expresión es:
{\displaystyle m_{f}={\frac {I_{L}}{I:c}}}
Si se sustituye IL por su expresión y simplificamos obtenemos la siguiente fórmula:
{\displaystyle m_{f}={\frac {\sqrt {2}}{q}}\cdot {\frac {1}{cosf\cdot R}}}
La relación de intensidad dependiendo de las fases queda:
- Sistema trifásico;

{\displaystyle m_{f}={\frac {0,943}{cosf\cdot R}}}
- Sistema hexafásico;

{\displaystyle m_{f}={\frac {0,472}{cosf\cdot R}}}

## Arranque de una conmutatriz
De los diferentes modos de trabajo que una conmutatriz puede realizar, el normalmente utilizado es el modo de conmutatriz directa, convirtiendo corriente alterna en corriente continua. En este modo de trabajo hay que hacer girar la máquina inicialmente. Para ello hay dos métodos, uno consiste en utilizar un motor externo a la misma que la arrastre hasta la velocidad de giro establecida por la red (de sincronismo) y otro es arrancar la máquina como un motor asíncrono.

### Arranque con motor auxiliar
Se arranca como si fuera un motor síncrono, arrastrándolo mediante un motor auxiliar asíncrono.

### Arranque como motor asíncrono
Hay varias formas de producir el arranque según la construcción de la máquina. Uno de ellos es que el sistema polar vaya provisto de un bobinado amortiguador. El campo giratorio que se crea mediante el bobinado de la armadura produce corrientes inducidas en las barras del bobinado amortiguador comenzando la parte rotórica a girar hasta alcanzar una velocidad próxima a la velocidad de sincronismo, como cualquier motor asíncrono, llamándose a esta pequeña diferencia de velocidad respecto la de sincronismo "deslizamiento". En este momento, ya es posible obtener energía eléctrica DC en el colector de delgas, de manera que esta puede usarse para alimentar las bobinas del inductor y convertir la máquina asíncrona en una síncrona. Cuando esto ocurra se cierra el circuito inductor haciendo que el rotor alcance la velocidad de sincronismo.
Este modo de arranque es muy delicado y hay que hacerlo con cuidado. Mientras no se alcance la velocidad síncrona impuesta por la red de AC, en los bornes de las escobillas apoyadas sobre el colector de delgas, aparecerá una tensión alterna no deseada, lo que obliga a tener que cerrar el interruptor que alimenta el inductor con precisión cuando el sentido de la corriente sea el correcto para la excitación.

### Sentido de giro y polaridad
El sentido de rotación de una conmutatriz depende naturalmente de sus conexiones con el manantial de energía eléctrica que la alimenta, salvo si esta es bifásica (corriente alterna simple), caso en el que la máquina gira en el sentido del impulso que recibió en el arranque. Pudiera creerse que la polaridad de la corriente continua en el colector depende del sentido de rotación de la máquina, pero no ocurre tal cosa; sin embargo, aunque se halle determinado con fijeza el sentido de rotación de la conmutatriz por sus conexiones permanentes a la red de AC, la polaridad que sale de ella por el colector no lo está y puede variar cada vez que la máquina se pone en marcha. Por eso estas variaciones requieren de un conmutador bipolar de algún tipo en los conductores de salida de corriente continua que permita intercambiar las conexiones si es preciso. Un ejemplo de este comportamiento se observó en la conmutatriz de 100 kilovatios instalada en la Exposición de Ginebra de 1896 para alimentar lámparas de arco. La primera noche las conexiones fueron correctas, polo positivo con el carbón positivo del colector. Al día siguiente la polaridad había cambiado, y dos días después volvió a cambiar.
La polaridad de la máquina depende de las corrientes de Foucault inducidas en las masas metálicas en el momento justo de sincronizarse la conmutatriz.

## Regulación de tensión y factor de potencia
En una conmutatriz que trabaja en modo directo el valor de la tensión de continua en los bornes de las escobillas depende del valor de la tensión alterna con la que se introduce por los anillos rozantes. La regulación de la tensión continua se realiza mediante la regulación de la alterna. La regulación de la tensión alterna se puede realizar con un transformador con varias salidas, con inductancias puestas en serie o con un regulador de inducción que permite regulaciones en un amplio margen de valores.
La conmutatriz vista desde el lado de alterna es un motor síncrono por lo que la variación del factor de potencia se realiza igual que en un motor de este tipo. Cuando se varía la intensidad de la corriente de excitación, varía el flujo polar y con él el factor de potencia.